# 薬師寺涼子の怪奇事件簿
『薬師寺涼子の怪奇事件簿』（やくしじりょうこのかいきじけんぼ）は、田中芳樹の伝奇アクション小説シリーズ、またこれを原作とした漫画である。
「ドラよけお涼」こと薬師寺涼子が怪奇事件を解決していくストーリーである。小説のイラストと漫画は垣野内成美が担当している。2008年にはテレビアニメ化され、同年7月から9月（一部の放送局では10月）まで放映された。

## 概要
東大卒の警視庁キャリア官僚、加えて絶世の美女だが性格は最悪の主人公・薬師寺涼子が、部下を引っ張り回して怪奇事件を解決していくというストーリー。部下である苦労人の泉田準一郎による一人称視点で語られる。
作者自身が「ストレス発散のために書いた」と公言している通り、荒唐無稽な展開と設定が特徴である。作品が生まれたきっかけとしては「田中先生と当時の担当者との間で『近頃の作品の名探偵は皆悪びれているタイプばかりなので、そうではない、犯人に対して情け容赦ない探偵役を主人公にした話を。人間相手では加減してしまうから、魑魅魍魎を相手にしよう』という話がなされたと聞いている」との趣旨で『魔境の女王陛下』の編集担当者がインタビューに答えている。
各作品の犯人は、世界各地の神話をモチーフとした化け物、あるいはそれを利用する人間であることがほとんどで、普通の人間が普通の犯行を行うことはまずない。作中では泉田への好意を回りくどい言動で示す涼子と、涼子の意図に全く気づかない泉田との噛み合わないやりとりが随所に見られ、この作者の作風としては珍しくラブコメ要素が強い作品となっている。

## 登場人物
※担当声優は、ドラマCD版 / テレビアニメ版の順。1名だけの記載の場合はテレビアニメ版の声優であることを示す。

### 主要人物
薬師寺涼子（やくしじ りょうこ）
声 - 川上とも子 / 生天目仁美
本作の主人公で警視庁刑事部参事官の警視。27歳。
ドラキュラもよけて通るという意味の「ドラよけお涼」の異名を持つ絶世の美女。アジア最大の警備会社「JACES」の取締役社長の娘であり大金持ち。自社株を保有しており年間3億円の収入がある事が語られている。自宅は港区高輪一丁目にある超高級マンションの最上階。
浪人留年なし、成績はすべて優で東大法学部を卒業し、大学在籍中に司法試験と外交官試験、国家公務員採用Ⅰ種試験に合格したという天才。フランス語、英語を流暢に話し、イタリア語、ポルトガル語、スペイン語、ラテン語にも通じている。格闘技についても実戦ではほとんど負けたことが無い。ICPOへの出向経験がある。尊敬する人物はエドガー・フーバー。
料理だけは唯一の苦手でゆで卵しか作れない。原作ではそれを少しも弱みとは思っておらず「料理はシェフに作らせればいい」と断言している。過去に泉田に自作のトルコ宮廷料理を振舞ったことがあるが、振る舞われた泉田は「人体実験の材料にされた」という感想を述べている。
性格は傲岸不遜で協調性が無く、その他諸々の欠点を並べれば、全ての美点を差し引きゼロ、或いはマイナスにしかねないくらいだと言われている。
警察の天下り先でもあるJACESの大株主にして次期オーナーという立場を利用して上役の弱みを握り、警察内部では上司である刑事部長はおろか、警視総監にまで恐れられている。その一方で、部下の泉田警部補に対しては、多大な信頼と好意を寄せていて、職権濫用してプライベートにまで彼を連れまわしている。
好みの男性のタイプは、戦場でも安心して背中を任せられるほど、絶対の信頼を寄せることの出来る人物（能力的にも、信頼度的にも）とのこと。
弱点らしい弱点は無いと思われたが、姉の絹子や薬師寺家の親戚一同を異様に恐れており、絹子から親戚の法事への出席を要請された時は顔が引きつっていた。その後、カナダへの出張を強引に決めて戦わずに撤退した。
「死ねない理由がある」らしいが、具体的にそれが何なのかは不明。
泉田準一郎（いずみだ じゅんいちろう）
声 - 井上和彦 / 木内秀信
警視庁刑事部参事官付の警部補。涼子の部下で、本編の語り手でもある。英文科卒のノンキャリアで、33歳。
過去に涼子の新人研修を担当し、涼子と比較的上手くやっていたことが災いして、警察上層部から涼子の部下として適任と目され、半ば強制的に現在の部署へ異動した。涼子からは「奴隷」をはじめ様々な肩書きを与えられている。
背がかなり高く、それなり(中の上から上の下程度)にハンサム。その為、好悪いずれにせよ「ハンサムなのっぽさん」と、色々な所で、色々な人物に呼ばれている。
格闘能力や技術はかなり高く「SPに必要な条件を全てクリアしている」と評されたこともあり、「東京ナイトメア」では別の思惑もあったもののSPへの異動の話もあった。ただし、絹子による評価は「ロイヤリティ95点、フレキシビリティ30点」だったらしい。
本人は常識人のつもりだが、段々と涼子に感化されているのか、時折さらっと毒のある発言をすることもあり、それは巻を重ねる毎に、過激かつ直接的なものになっている。時折それを自覚する瞬間があり、その度に「朱色の絵の具に染まりつつあるのか」と落ち込んでいる。
海外ミステリの愛読者で「警察ミステリーの読みすぎで警察官になった」と公言している。
野暮天で、男女間の機微に疎い一面があり、恋人のダイエットについてデリカシーの無い発言をしてフラれた苦い過去がある。また、涼子が好みの男性についてかなり詳細に述べても、それに該当する人物が自分である事に思い当たらない程である。
ミミズや蛇など「足の無い動物」が全く苦手で、東京の地下でミミズの大群に出くわした時は、涼子と由紀子を両脇に抱えて一目散に遁走し、その間の記憶を完全に失っているほどである。逆に足が付いていれば「何本あっても」平気で、警視庁にムカデの大群が押し寄せた時は冷静に対処していた。
彼の『名前』にはちょっとしたエピソードがあり、両親が長男（＝泉田の兄）を死産で亡くしているため、「次男だが長男に準じる」という意味で「準一郎」と名づけられたという経緯がある。
室町由紀子（むろまち ゆきこ）
声 - 渕崎ゆり子 / 桑島法子
警視庁警備部参事官の警視で、通称「お由紀」。眼鏡と黒髪が似合う美人で、27歳。
父親は数代前の警視総監というエリート一家の出身であり、自身もキャリア組。涼子の大学の同級生であり、大学在学中からのライバルで、2人が出会えば口喧嘩が絶えない。関東地方の小さな町で1年間助役を務めた過去を持ち、涼子から「ドサ廻りのお由紀」と揶揄される。
格闘能力や技術も水準以上で身に着けており、剣道は有段者。
涼子とは対照的に真面目な性格で礼儀正しい。警察の正義を信じていかなる職務にも熱意と誠意をもってあたっている。ただし頑迷でも盲従的でもなく、確たる証拠さえ得られれば、警察上層部の不正や怪奇生物の存在も直視できる、フレキシブルな部分も持ち合わせている。
悪辣な手段を好む（ように見える）涼子を危険視しているが、場合によっては涼子の手口が有効な時もあると認めてはいる。また、涼子の部下である泉田については、涼子ほどあからさまではないが、やはり信頼と好意を抱いていて、涼子のいない場で相談を持ちかけることがある。
涼子と共に様々な怪奇事件に巻き込まれ、不本意ながらも怪奇生物にも毎回遭遇している。泉田にその点を指摘された時は思わず絶句していた。
怪奇事件解決後の公式発表を押しつけられており、辻褄が合うよう毎回頭を悩ませている。自分も巻き込まれた場合は積極的に協力するが、そうでない場合は涼子の手段を問わないやり方に注意を払い警戒している。
歴史好き。
岸本明（きしもと あきら）
声 - うえだゆうじ / 野島健児
警視庁警備部参事官付の警部補。23歳のキャリア。
由紀子の部下だが涼子の信奉者であり、時折涼子の使い走りにされている。泉田を「センパイ」と呼ぶが、ヘラヘラした態度が泉田のカンに障るらしく、半ば煙たがられている。一方で貝塚さとみからは、キャリアの地位を鼻にかけない好人物と見られており、評価は人によって様々である。警官としての能力は低く、足を引っ張るような事が多いからか涼子から度々囮に使われる事がある。
アニメやマンガのオタク。特に『レオタード戦士ルン』の熱烈なファンで、泉田からは「レオコン（「レオタードコンプレックス」の略）」と呼ばれることがある。オタクとしての広い人脈を活かして、入手困難な映像ソフトを入手したり、社会的地位の高いオタク仲間に渡りをつけるなど、意外な部分で役に立つこともある。
犯罪捜査官としての能力は低水準だが、現場保存や関係者に対する聞き込みの段取りなどといったサポート能力は意外に高く、何故か自身に迫り来る危険を察知する能力も高い。また、フランス語に関しては泉田や由紀子よりも堪能であるほか、一輪車の技量は達人級で、命の危機が迫っていたとはいえ、一輪車に乗ったまま綱渡りをしたこともある。

### JACES・薬師寺家
マリアンヌ
声 - 佐藤聡美
パリにある涼子の別荘に勤めるメイド。黒髪に黒目、褐色肌の美少女で、銃器の扱いは天才的。
リュシエンヌ
声 - クリステル・チアリ
パリにある涼子の別荘に勤めるメイド。栗色の髪に青緑色の目の美少女で、電子機器の扱いは天才的。
マリアンヌ・リュシエンヌは共に涼子を「ミレディ（女主人）」と呼び、崇拝している。また、泉田のことは涼子を崇拝する「同志」と見なしているらしい。第6作目『夜光曲』からは、2人とも来日して涼子のマンションでの同居生活を始めている。
涼しいヨーロッパで暮らしていたためか、夏季の間は軽井沢にある涼子の別荘で生活しており、「ミレディ」の招集に応じて現れる。共に格闘技の達人でもあり、素手でも充分すぎるほど強い。
薬師寺絹子（やくしじ きぬこ）
声 - 園崎未恵
涼子の姉。妹からは「お絹」と呼ばれる。和服が似合う美女で、着ている和服は人間国宝が図柄を描いた牛首紬の超高級品（帯だけでも1000万円以上する）。
普段はおっとりとしているが、涼子や泉田に気づかれずに現場に現れたり、簪で錠前を外したりと謎めいた面もある。また人間観察が趣味らしく、彼女なりの評価を書き記した“エンマ帳”をいつも携帯している。
幼少の時、落ち葉の中で眠っている涼子に気づかないまま落ち葉に火をつけ、危うく火傷させかけたことがあり、涼子はこのことを未だに根に持っている。
涼子の姉だがJACESに対する実権や株は所有していない。
薬師寺弘毅（やくしじ ひろき）
涼子と絹子の父親で、JACESのオーナー。「ニューヨークへ長期出張中」という設定のため本編には未登場。
涼子と同じく警視庁の元キャリア。由紀子の父親は警視庁の同期であり、室町家とは父娘2代に渡るライバル関係にある。
妻の死後は再婚せず、5人の愛人を囲っている（月曜から金曜までそれぞれ担当し、土日はフリー）。涼子によると「この世の非常識を粘土にして悪意という名の水で練り、地獄の釜で焼き上げた」存在らしい。

### 警視庁刑事部参事官室
千代田区霞が関2丁目の警視庁ビル6階東向きの部屋にある。参事官であり室長の涼子のほか、彼女の部下として警部1名（丸岡）、警部補1名（泉田）、巡査部長2名、巡査4名（貝塚、阿部ほか）、事務職員2名が所属する。
丸岡（まるおか）
声 - 石森達幸 / 稲葉実
警部。年齢は50代半ば。
昔は捜査三課所属の敏腕刑事だったが、涼子の部下となってからは現場に立つことも無くなり、残り少ない刑事人生の平和を祈りつつお茶をすする毎日を過ごしている。だがたまにベテラン刑事としての視点を買われて、涼子に捜査を命じられることもある。
階級は涼子（警視）の次に高いが、それを鼻にかけない好人物。また、刑事にしては随分と温和な性格でもある。しかしアニメ版では、やや臆病で小心な人物として描かれている。
貝塚さとみ（かいづか さとみ）
声 - 福圓美里
巡査。短大卒の21歳だが、小柄で童顔のために中学生に間違われたこともある。
熱烈な香港フリークで、香港に入れ込むあまり、呂芳春（ルイ・ファンチュン）という中国名まで自称しており、涼子にもそう呼ばれている。東京よりも香港のことに詳しく、広東語とフランス語が話せる上、パソコン関係にも強く、護身術にも明るいため、警視庁の各部署で重宝されている。香港製のアクション映画や武侠漫画に関しては岸本のオタク知識と肩を並べるほどの知識量を誇る。
見た目に反して護身術の達人で、自分の2倍近い体格の男を軽く投げ飛ばせる程の腕前を誇る。ただ、いかんせん当人が小柄すぎるため、ダメージも低く、相手を一撃で倒せないこともしばしばある。
マリアンヌ・リュシエンヌとは親友同士で、実際に会う前からメル友だった。
彼女もれっきとした刑事なので、制服の常時着用の義務はないはずなのだが、アニメ版ではなぜか、ほとんどの場面で制服を着用していた。
阿部真理夫（あべ まりお）
声 - かわのをとや
巡査。29歳。
プロレスラー並みの体格と、体躯に見合った剛力を誇る大男で、その巨躯と強面を買われて捜査四課（マル暴）の手伝いをすることもある。犯罪者には容赦なく鉄拳を振るい、時には数人のヤクザを病院送りにしてしまうこともあるが、本人は外見に似合わず、至って温厚で誠実な性格である。アニメ版では、彼の強面な部分を見ることはなく、むしろ臆病な感じに描写されていた。
敬虔なクリスチャン（カトリック）で、名前はアヴェ・マリアから命名された。あだ名は「マリちゃん」。
稀に、丸岡警部が捜査に出かける時は、大抵の場合、彼に付き従って出かけている。
足の数が多いものが苦手なのだが、『夜光曲』でムカデに襲われた後、泉田にそれを指摘され、「足の数がかぞえられるうちはダメなんですが、ムカデぐらいになると、もう、どうでもよくなりまして……」と答えている。

### 警察上層部
警視総監
声 - 西村知道
本名不明。『魔天楼』で更迭された前任者に代わって就任した。
「文人総監」を自称し、場の雰囲気を読まずに自作の下手な俳句を披露し、聞いた者はあきれるか絶句することがしばしばである。
他の警察幹部と異なり、脅迫材料となる弱みがないので涼子に対して苦手意識はないが、彼女の暴走が引き起こすトラブルは恐れている。泉田を涼子に対する「センサー」として処遇するなど腹黒い面があるが、一方でいささか向こう見ずなところもある。
刑事部長
本名不明。
涼子の上司だが、涼子に弱みを握られており小者扱いされている。涼子の無茶な言動に振り回される被害者とも言えなくはない。何かにつけて涼子を海外出張させたがっており、加えて泉田を強引に同行させるため、泉田からも小物と見なされている。
公安部長
本名不明。刑事部長とは同期だが仲が悪い。
一見すると陰険な秘密警察のボスだが、その実態は『レオタード戦士ルン』（特にグリーン）の熱烈なマニアで、家庭では妻と娘たちから冷遇されている。

### その他
ジャッキー（ジャクリーン）
声 - 植本潤 / 大黒和広
本名は若林健太郎。涼子や由紀子の大学の先輩。
財務省のエリート官僚だが、省内の派閥抗争に巻き込まれたことで鬱に陥っていたところ、涼子によって女装クラブへ連れて行かれる。その際「真の自分」に目覚め、女装によって精神の健康を取り戻した。この時から、自分を助けた涼子の信奉者となる。
女装時の名前は名字の「若林」の音読み「じゃくりん」に由来する。命名者は涼子。
作者が「ストレス解消」に執筆したことを公言する通り、本作に登場する敵役となる官僚は悪の塊であるが、作者の知人など官僚の善なる部分を表現するキャラクターである。

### アニメ版のみの登場人物
野長瀬一馬（のながせ かずま）
声 - 平川大輔
涼子の秘書で、彼女の協力のもと事件記録をレポートにまとめている。
涼子のことは「お嬢様」と呼んでおり、彼女のニックネームとして「ドラよけ」ならぬ「ドラよせお涼」を提案した。涼子にはドラキュラのような「この世ならざるモノ」を呼び寄せる不思議な力（本人は「神の力」と呼んでいる）があると考えている。また、その資質はもなみにも継承されていると推測しており、もなみと結婚することで、その力を自分の物にできると信じている。
警備保障オタクで、その趣味が高じてJACESに入社したことになっているが、実は石動によって涼子のもとへ送り込まれたスパイである。その正体は、もなみと同様の技術によって作られた存在だったが、当人はその事実を知らなかった模様。
石動瑠璃子（いするぎ るりこ）
声 - 島本須美
和装の麗人で、警視庁芝庁舎を牛耳る「芝の女王」。NPPの実質的なオーナーでもあり、防衛大臣をはじめとして政界とも深い関わりがある。
終戦の折、日本再武装化の隠れ蓑として民間の警備保障会社を設立すべく薬師寺正基を誘うが、設立方針を巡る意見の相違から決裂。そのことで、正基が興した大日本警備保障（現・JACES）と薬師寺家に恨みを抱いている。
かつて西行に反魂術を授けた公家の末裔であり、その術で野長瀬やもなみを造り出した。石動自身も相当昔から生きているようだが、容姿は変わっていない。
アニメで涼子と泉田が関わってきた事件のほぼ全てにおける黒幕。
薬師寺正基（やくしじ まさもと）
声 - 斧アツシ
原作では名前のみの登場。涼子の祖父で、JACESの前身「大日本警備保障」の創始者。
大日本警備保障を戦後復興の牽引車たる官民一体の企業と捉え、後のJACESに繋がる世界的企業へと育てあげることに尽力した。
もなみ
声 - 生天目仁美（ファイル09-Dまでは「?」と表記）
DK製薬の倉庫に監禁されていたところを涼子たちに救出された少女。涼子と瓜二つの容貌を持つが、名前を含む過去の記憶を一切失くしている。
マリアンヌたちから「mon amie」（フランス語で「親愛なる我が友」）と呼ばれていたのを泉田が聞き違えたため、「もなみ」と名づけられた。ちなみに涼子いわく、漢字で書くと「喪南美」である。
その正体は、石動が開発した「反魂術と最新のクローン技術を掛け合わせることでどんな人間でも造り出せる」という技術によって造られた涼子のコピー体であり、月読会が開発した成長促進剤によって短期間に成長を遂げた。NPP関係者からは「R-9」のコードネームで呼ばれる。
涼子と同様に泉田を慕っていたが、彼への恋心を野長瀬と石動に利用されて涼子との入れ替わりを唆される。しかし、泉田の「君がこっちに来い！」という一言がきっかけで、結局は石動たちと袂を分かち、涼子たちの元に戻った。その後は、涼子が後見人となってJACESの幹部を黙らせ、マリアンヌやリュシエンヌと共に通学している模様。

#### ファイル01-02 銀座クライムタワー
曽我 篤彦（そが あつひこ）
声 - 池田勝
元厚生労働省のエリート官僚で、特殊法人検疫技術研究機構（検研）の会長。クライムタワーのオーナー。
月の女神月読の実在を信じるカルト集団「月読会」の幹部。
辰巳 周五郎（たつみ しゅうごろう）
声 - 堀勝之祐
監察医。超常現象や怪奇事件に寛大で、涼子たちともそれなりに付き合いが長い。
実は月読会の幹部であり、不老不死薬の研究に取り憑かれていた。研究の副産物として得られた成長促進剤の実験と称し、銀座のミイラ事件に関与していたが、事件を巡る騒動により死亡。その研究成果は、後に石動に利用されることになる。
溝呂木 喜久乃（みぞろぎ きくの）
声 - 長沢美樹
月読会の信者。
涼子の命を狙う。しかし失敗し成長促進剤を服用、自殺を図る。

#### ファイル03 桜田門事変
羽原 智（はばら さとし）
声 - 鳥海浩輔
毎朝新聞の記者。
涼子の存在に憤りを覚え、記事に書いて世論に訴えようと決定的スキャンダルの瞬間を狙う。
益子 美奈（ますこ みな）
声 - 葉月絵里乃
毎朝新聞のカメラマンで、羽原の後輩。
羽原に積極的に協力する。
上杉 満年（うえすぎ みつとし）
声 - 巻島康一
日東新聞の社会部記者で、原作「東京ナイトメア」にも登場する。
怪しい関西弁を操る。涼子や泉田とは顔見知りの間柄だが、2人からは煙たがられている。

#### ファイル04 武蔵野すみれいろどき
桂川 平蔵（かつらがわ へいぞう）
声 - 阪脩
DK製薬の会長で代議士。過去に厚生労働大臣も務めた。
古代の遺跡から発見された「何か」のミイラから細胞を抽出、人間の受精済みの卵子に掛けあわせる実験を行う。実験は成功したように見えたが、人間でもない「何か」が誕生してしまい始末しようと木村恵子と「何か」にヤクザを差し向けるもことごとく失敗し、呼び出して殺そうとするも返り討ちに遭い死亡。その研究成果は、後に石動に利用されることになる。
山岸 ゆういち（やまぎし ゆういち）
声 - 川田紳司
DK製薬研究開発部の統括責任者。
木村恵子との子を儲けるも、実験のためと諦める。
木村 恵子（きむら けいこ）
声 - 皆川純子
DK製薬研究開発部のメンバー。実験のための卵子提供者。
誕生した「何か」を自分の子として扱い、化け物扱いなどすると激怒する。
何か（正体不明のため）
古代の遺跡から発見された「何か」のミイラから細胞と人間の受精済みの卵子に掛け合わせて誕生した存在。
肌は濃い灰色で尻尾があり、俊敏で牙が生えて凶暴。桂川が差し向けたヤクザの腹を食い破り返り討ちにしている。
木村恵子の言うことには従う。しかし、実験は未完成のため短命であることが山岸の口から語られている。

#### ファイル05 表参道を這う蟲
泉田 真奈（いずみだ まな）
声 - 広橋涼
泉田の従妹で、小学6年生。
従兄のことを慕っており、彼のことは「準ちゃん」と呼んでいる。涼子のことを泉田を巡る恋のライバルとして認識する。

## 用語解説
レオタード戦士ルン
巷談社から出版されている『月刊おじょうちゃま』に連載されている漫画、もしくはそれを基にしたアニメ。『美少女戦士セーラームーン』を髣髴とさせる。
中学生のルンは女神ヘラから戦うように告げられ、リボンや棍棒など新体操の道具を武器として戦う。初期はピンク、赤、青、黄、緑の5人だったが（ルンはピンク）、後に金、銀、紫の3人が加わり8人となる。フランスでも放映されコスプレイベントが開催されている。
政財界にも熱心なファンが多数存在し、等身大フィギュアやブロンズ製の置時計など高価なキャラクターグッズが作られている。
JACES
涼子の父親薬師寺弘毅がオーナー社長のアジア最大の警備会社。本社は赤坂見附にある。元は涼子の祖父、薬師寺正基が起こした会社で、旧社名は「大日本警備保障」。
警備だけでなく、現金輸送、護身術教室、保険業と安全をキーワードとし手広く事業を展開し、アメリカやフランスにも進出している。警察の重要な天下り先であり、警察OBが数多くいる。涼子は大株主で次期社長。
日本私設警察（NPP）
JACESのライバル会社である警備会社（原作水妖日にご用心において記述あり）。JACESの台頭を危惧した日本国政府の肝煎りで設立された。
表向きは普通の警備会社だが実態は民間軍事会社に近く、海外の紛争地域への傭兵派遣など非合法スレスレの事業にも手を広げている。
影のオーナーである石動瑠璃子が、敗戦に伴い解体された軍の関係者を警備会社に雇用することで再軍備化を狙っていたためJACESが主に警察の天下り先であるのに対し、NPPは自衛隊の重要な天下り先である。
JACESとNPPとで国内シェアの80%を占めていることなどから、JACESとは度々勢力争いを繰り返している。
怪奇十二日の木曜日
地上征服を狙う地底人が主要人物の1人に化けているという世にもくだらない怪奇ミステリー。涼子が好きなテレビ番組。
涼子自身くだらないと明言しているが、パート2のDVDボックスが出るところから多少は人気がある模様（ただし、上記のDVDを出している会社はJACESビジュアルというJACESの関連会社の可能性があり、たとえ人気が無くとも涼子の意向で出された可能性もある）。涼子が時折「地底人」という言葉を使うのはここから来ている。

## 単行本

### ノベルス版
シリーズ作品としては珍しく、複数の出版社から刊行されている。本シリーズ最初の作品である『魔天楼』は、当初文庫書き下ろしの形で刊行されたものがノベルズ版となったもので、ノベルズ版としての最初の刊行作品は『東京ナイトメア』となる。その後はノベルズ版刊行後に文庫化されるという、一般的な形態となっている。
以下の表中の数字は刊行順に付したもの。
| タイトル | タイトル               | 出版レーベル           | 初版刊行日     | ISBN              | 備考                               |
| -------- | ---------------------- | ---------------------- | -------------- | ----------------- | ---------------------------------- |
| 1        | 東京ナイトメア         | 講談社ノベルス         | 1998年10月5日  | 4-06-182042-7     |                                    |
| 2        | 魔天楼                 | 講談社ノベルス         | 1999年1月8日   | 4-06-182049-4     | 文庫版の再版、書き下ろし短編を収録 |
| 3        | 巴里・妖都変           | 光文社カッパ・ノベルス | 2000年1月30日  | 4-334-07371-9     |                                    |
| 4        | クレオパトラの葬送     | 講談社ノベルス         | 2001年12月21日 | 4-06-182197-0     |                                    |
| 5        | 黒蜘蛛島               | 光文社カッパ・ノベルス | 2003年10月31日 | 4-334-07541-X     |                                    |
| 6        | 夜光曲                 | 祥伝社ノン・ノベル     | 2005年2月20日  | 4-396-20793-X     |                                    |
| 7        | 霧の訪問者             | 講談社ノベルス         | 2006年8月24日  | 4-06-182499-6     |                                    |
| 8        | 水妖日にご用心         | 祥伝社ノン・ノベル     | 2007年12月12日 | 978-4-396-20840-0 |                                    |
| 9        | 魔境の女王陛下         | 講談社ノベルス         | 2012年6月6日   | 978-4-06-182811-7 |                                    |
| 10       | 海から何かがやってくる | 祥伝社ノン・ノベル     | 2015年9月1日   | 978-4-396-21024-3 |                                    |
| 11       | 白魔のクリスマス       | 祥伝社ノン・ノベル     | 2018年12月20日 | 978-4-396-21044-1 |                                    |

### 文庫版
文庫版は、全て講談社文庫から刊行されている。
| タイトル | タイトル               | 初版刊行日     | ISBN              |
| -------- | ---------------------- | -------------- | ----------------- |
| 1        | 魔天楼                 | 1996年10月15日 | 4-06-263346-9     |
| 2        | 東京ナイトメア         | 2002年4月15日  | 4-06-273406-0     |
| 3        | 巴里・妖都変           | 2004年4月15日  | 4-06-273643-8     |
| 4        | クレオパトラの葬送     | 2005年6月15日  | 4-06-275105-4     |
| 5        | 黒蜘蛛島               | 2007年11月15日 | 978-4-06-275891-8 |
| 6        | 夜光曲                 | 2008年6月13日  | 978-4-06-276074-4 |
| 7        | 霧の訪問者             | 2009年8月12日  | 978-4-06-276431-5 |
| 8        | 水妖日にご用心         | 2010年12月15日 | 978-4-06-276821-4 |
| 9        | 魔境の女王陛下         | 2015年3月13日  | 978-4-06-293056-7 |
| 10       | 海から何かがやってくる | 2021年10月15日 | 978-4-06-525734-0 |
| 11       | 白魔のクリスマス       | 2022年4月15日  | 978-4-06-527613-6 |

### 関連書籍
- 『女王陛下のえんま帳 薬師寺涼子の怪奇事件簿ハンドブック』光文社、2004年1月25日刊行、ISBN 4-334-97427-9
  - 「文庫版」光文社、2008年6月12日刊行、ISBN 978-4-334-74441-0
- 『Flawless　薬師寺涼子の怪奇事件簿イラスト集』講談社、2006年8月28日刊行、ISBN 4-06-364669-6

## 漫画版
作画は、前述の通り垣野内成美が担当している。講談社の月刊マガジンZに2004年3月号から2009年3月号まで連載した後、マガジンZ休刊に伴い月刊アフタヌーンに移籍し、同5月号より連載を再開する。2010年11月号で「水妖日にご用心」終了と共に一旦連載終了。2011年7月号より、オリジナル短編を含め散発的に連載されている。
単行本は、講談社マガジンZKCより、マガジンZ掲載分全11巻と単行本未収録の作品を集めた短編集「SP」が、アフタヌーン移行後はアフタヌーンKCより、アフタヌーン掲載分と短編集「SP2」および「SP3」が刊行されている。
『女王陛下の招き猫』は田中芳樹に依らないオリジナル長編で、シナリオは植竹須美男。植竹はSP3収録の短編でのシナリオを担当している。
| マガジンZKC    | マガジンZKC              | マガジンZKC    | マガジンZKC       |
| タイトル       | タイトル                 | 初版刊行日     | ISBN              |
| -------------- | ------------------------ | -------------- | ----------------- |
| 1              | 魔天楼                   | 2004年7月23日  | 4-06-349176-5     |
| 2              | 東京ナイトメア（前）     | 2005年1月21日  | 4-06-349193-5     |
| 3              | 東京ナイトメア（後）     | 2005年5月23日  | 4-06-349203-6     |
| 4              | 巴里・妖都変（前）       | 2005年11月22日 | 4-06-349225-7     |
| 5              | 巴里・妖都変（後）       | 2006年6月23日  | 4-06-349240-0     |
| 6              | クレオパトラの葬送（前） | 2006年9月22日  | 4-06-349259-1     |
| 7              | クレオパトラの葬送（後） | 2007年2月23日  | 978-4-06-349272-9 |
| 8              | 黒蜘蛛島（前）           | 2007年8月23日  | 978-4-06-349301-6 |
| 9              | 黒蜘蛛島（後）           | 2008年1月23日  | 978-4-06-349328-3 |
| 10             | 夜光曲（前）             | 2008年8月22日  | 978-4-06-349374-0 |
| 11             | 夜光曲（後）             | 2009年1月23日  | 978-4-06-349407-5 |
|                | 短編集「SP」             | 2008年6月17日  | 978-4-06-349365-8 |
| アフタヌーンKC |                          |                |                   |
| タイトル       | タイトル                 | 初版刊行日     | ISBN              |
| 1              | 霧の訪問者（上）         | 2009年9月23日  | 978-4-06-314599-1 |
| 2              | 霧の訪問者（下）         | 2010年1月22日  | 978-4-06-310621-3 |
| 3              | 水妖日にご用心（上）     | 2010年6月23日  | 978-4-06-310676-3 |
| 4              | 水妖日にご用心（下）     | 2010年11月22日 | 978-4-06-310712-8 |
|                | 短編集「SP2」            | 2011年5月23日  | 978-4-06-310754-8 |
|                | 短編集「SP3」            | 2011年11月22日 | 978-4-06-310789-0 |
| 5              | 女王陛下の招き猫         | 2013年1月23日  | 978-4-06-387865-3 |
| 6              | 魔境の女王陛下（上）     | 2013年5月23日  | 978-4-06-387889-9 |
| 7              | 魔境の女王陛下（下）     | 2013年11月22日 | 978-4-06-387940-7 |

## テレビアニメ
2008年1月にテレビアニメ化が発表され、同年7月から9月まで独立UHF系列ほかで放送された。

### スタッフ
- 原作 - 田中芳樹、垣野内成美
- 監督 - 岩崎太郎
- シリーズ構成 - 川崎ヒロユキ
- キャラクターデザイン - 谷口淳一郎
- コスチュームデザイン - 佐々木敦子
- プロップデザイン - 真樹孝雄
- 美術監督 - 緒続学
- 色彩設計 - 石黒けい
- 撮影監督 - 伊藤邦彦
- 編集 - 森田清次
- 音楽 - 倖山リオ、KATSU（angela）
- 音響監督 - 若林和弘
- プロデューサー - 大月俊倫
- 制作プロデューサー - 福土多鶴子、石黒竜
- アニメーション制作 - 動画工房
- 制作 - ガンジス
- 製作 - 女王陛下執務室

### 主題歌
オープニングテーマ
「Theme principal」
作曲・編曲 - 倖山リオ、KATSU（angela）
- 最終話はオープニングなし

エンディングテーマ
「A demain sur la lune」（第1・3話）
「Ryoko2」（第2・6話）
「Songe dune nuit dete」（第4・7・9A・9B・9D話）
「La Vie en rose」（第5話）
「Le combat」（第8・9C話）
作曲・編曲 - 倖山リオ、KATSU（angela）
「Theme principal La chanson d'atsuko」（最終話）
作詞 - atsuko / 作曲・編曲 - 倖山リオ、KATSU（angela）
- オープニングテーマにatsuko歌唱による歌がついたもの

### 各話リスト
| 話数 | 話数               | サブタイトル                   | 脚本         | 絵コンテ     | 演出            | 作画監督                                | 総作画監督 |
| ---- | ------------------ | ------------------------------ | ------------ | ------------ | --------------- | --------------------------------------- | ---------- |
| 1    | ファイル1          | 銀座クライムタワー（前編）     | 川崎ヒロユキ | 岩崎太郎     | 岩崎太郎        | 谷口淳一郎                              | -          |
| 2    | ファイル2          | 銀座クライムタワー（後編）     | 川崎ヒロユキ | 京田知己     | 川畑喬 岩崎太郎 | 佐々木敦子                              | 谷口淳一郎 |
| 3    | ファイル3          | 桜田門事変                     | 川崎ヒロユキ | 原口浩       | 原口浩          | 渡辺はじめ                              | 谷口淳一郎 |
| 4    | ファイル4          | 武蔵野すみれいろどき           | 金巻兼一     | 増井壮一     | 渡辺正彦        | いずみひろよ                            | 佐々木敦子 |
| 5    | ファイル5          | 表参道を這う蟲                 | 四二脚本監房 | 大塚雅彦     | 大塚雅彦        | 田中春香                                | 谷口淳一郎 |
| 6    | ファイル6          | メイド in 霞ヶ関               | 川崎ヒロユキ | 阿保孝雄     | 村田尚樹        | 松本勝次                                | 佐々木敦子 |
| 7    | ファイル7          | 沖縄、神の島                   | 四二脚本監房 | 葛谷直行     | 井硲清高        | 渡辺敦子                                | 谷口淳一郎 |
| 8    | ファイル8          | 多摩川スーサイド               | 金巻兼一     | 室谷靖       | 室谷靖          | 隼鷹榛名 小野和寛 後藤孝宏 佐藤清光     | 佐々木敦子 |
| 9    | ファイル9-A        | 芝の女王                       | 川崎ヒロユキ | 橘正紀       | 浜津守          | 服部憲知 加藤園                         | 谷口淳一郎 |
| 10   | ファイル9-B        | 麻布の罠                       | 川崎ヒロユキ | 古川順康     | 太田知章        | 洪錫杓                                  | 佐々木敦子 |
| 11   | ファイル9-C        | 高輪のプリンセス               | 川崎ヒロユキ | 佐々木奈奈子 | 満仲勧          | 吉田隆彦                                | 谷口淳一郎 |
| 12   | ファイル9-D        | 東京デッド・オア・ラブ（前編） | 川崎ヒロユキ | 名取孝浩     | 三原武憲        | 渡辺敦子 張民浩                         | 佐々木敦子 |
| 13   | ファイナルファイル | 東京デッド・オア・ラブ（後編） | 川崎ヒロユキ | 佐藤竜雄     | 岩崎太郎        | 上石恵美 いずみひろよ 洪錫杓 佐々木敦子 | 谷口淳一郎 |

### 放送局
| 放送地域 | 放送局             | 放送期間                 | 放送日時           | 放送区分       | 備考         |
| -------- | ------------------ | ------------------------ | ------------------ | -------------- | ------------ |
| 神奈川県 | tvk                | 2008年7月5日 - 9月27日   | 土曜 24:30 - 25:00 | 独立UHF局      |              |
| 千葉県   | チバテレビ         | 2008年7月6日 - 9月28日   | 日曜 23:30 - 24:00 | 独立UHF局      |              |
| 埼玉県   | テレ玉             | 2008年7月6日 - 9月28日   | 日曜 25:00 - 25:30 | 独立UHF局      |              |
| 兵庫県   | サンテレビ         | 2008年7月7日 - 9月29日   | 月曜 24:00 - 24:30 | 独立UHF局      |              |
| 東京都   | TOKYO MX           | 2008年7月7日 - 9月29日   | 月曜 25:30 - 26:00 | 独立UHF局      |              |
| 愛知県   | テレビ愛知         | 2008年7月7日 - 9月29日   | 月曜 26:05 - 26:35 | テレビ東京系列 |              |
| 京都府   | KBS京都            | 2008年7月9日 - 10月1日   | 水曜 25:30 - 26:00 | 独立UHF局      |              |
| 日本全域 | BS11               | 2008年7月11日 - 10月3日  | 金曜 24:30 - 25:00 | BS放送         | 『ANIME+』枠 |
| 日本全域 | キッズステーション | 2008年7月23日 - 10月15日 | 水曜 24:00 - 24:30 | CSチャンネル   |              |

## CD
発売元-キングレコード
- BGM集CD Vol.1 「Le recueil des faits improbables de Ryoko Yakushiji」（2008年6月4日発売）
- BGM集CD Vol.2 「Le recueil des faits improbables de Ryoko Yakushiji 2」（2008年8月6日発売）
- BGM集CD Vol.3 「Le recueil des faits improbables de Ryoko Yakushiji 3」（2008年9月10日発売）

## ドラマCD
発売元はエイベックス
- 東京ナイトメア（1999年12月3日発売）
- 魔天楼（2001年10月31日発売）

## オーディオブック
2015年よりオーディオブックストア「kikubon」にて順次、全巻が配信（発売順は文庫版準拠）。土師亜文による朗読。

## 補足
- 推理作家の西澤保彦が本シリーズのファンで「東京ナイトメア」文庫版その他で度々解説を手がけている縁からか、田中芳樹が西澤の著作「幻惑密室」講談社文庫版の解説を担当した際には「薬師寺涼子の読書事件簿」と題したお涼と泉田の掛け合い形式の巻末解説を寄稿している。